# Nationaal park Serra das Confusões
Nationaal park Serra das Confusoes is een nationaal park in Brazilië, in de staat Piauí. Het park, opgericht in 1998, heeft als voornaamste doelstellingen het beschermen van intacte delen van de caatinga-savanne, die wat betreft landschappelijke schoonheid en ecologische, historische, culturele en wetenschappelijke aspecten daartoe aanleiding geven. Met een oppervlakte van 823 837 ha, is het het grootste park van Piauí en het noordoosten van Brazilië. Het beheer valt onder het Chico Mendes Instituut voor Biodiversiteitsbehoud (ICMBio).

## Karakteristiek
Het klimaat is tropisch en semi-aride. Het gebied kent ook eigenaardige rotsformaties, die onderdeel zijn van een interfluviaal gebied tussen de stroomgebieden van de rivieren São Francisco en Parnaíba.
Het park bevat veel archeologisch belangwekkende plaatsen met onder meer holen en grotten. Het park is bewoond geweest door Tupinabas die zijn verjaagd na de Portugese kolonisatie.  
Planten- en diersoorten in het park zijn onder meer Crypturellus noctivagus, zwartmaskergoean (Pipile jacutinga], Ozotoceros bezoarticus,  gordeldier (Priodontes maximus), reuzenmiereneter (Myrmecophaga tridactyla), roodhandbrulaap (Alouatta belzebul), poema (Felis concolor) en jaguar (Panthera onca), alle bedreigde soorten.